# Georg Trakl
Georg Trakl (3 de febrer del 1887 - 3 de novembre del 1914) fou un poeta austríac, una de les figures més representatives de l'expressionisme i les avantguardes literàries, i un dels seus iniciadors a Àustria i Alemanya.

## Biografia
Va néixer a Salzburg (Imperi austrohongarès) l'any 1887.
La seva infància va transcórrer molt feliç i tranquil·la. Quan ja era preadolescent li agradava acostar-se al piano i interpretar peces musicals amb la seva germana Gretl (1891-1917). Aquesta relació de germans basada en un gust recíproc de literatura i música va tenir com a termini una mena de vincle incestuós que marcà profundament el jove poeta.
Després de cursar els estudis intermedis al gymnasium estudià al Salzburg Staasgymnasium llatí, grec i matemàtiques. L'any 1904 no va ser capaç d'aprovar l'examen final. En aquell any, però, s'inicià com a poeta. L'any 1905 començà a treballar en la Zum Weißen Engel, una farmàcia de la zona. L'àngel blanc, que era el nom que rebia la farmàcia, feia referència a la cocaïna, droga legal en aquells temps, i facilità la imminent drogoaddicció de Trakl.
Va ser llavors, durant aquells anys (1904, 1905), quan va començar decididament les seves lectures. Llegia el seu admirat Hölderlin i, a més, Baudelaire, Ibsen, Strindberg, Maeterlinck, Nietzsche, Rimbaud i Dostoievski. Amb tot, Trakl començà a fer vida bohèmia en un cercle literari amb el nom d'Apollo. Georg Trakl va començar com a dramaturg sense tenir èxit. L'any 1904 es va estrenar l'obra de teatre de Trakl Totentag (El dia dels morts) i l'any 1906, la seva segona obra, Fata Morgana. Finalment, publicà una tragèdia: Don Juans Tod (1908). Va ser en aquest any (1908) quan va publicar en una revista el seu primer poema: Das Morgenlied ("Cant matinal").
L'any 1910 va obtenir el títol de Magister Farmaciae per la Universitat de Viena. En tornar a Salzburg, Georg Trakl va conèixer el filòsof Wittgenstein, Adolf Loos i el pintor Kokoshka.
Al juliol de l'any 1913 a Leipzig, Trakl publicà la seva primera recopilació de poemes (Poesies), però pel seu alcoholisme i la seva drogoaddicció, va patir nombroses crisis depressives. Va marxar a Berlín per trobar-se amb la seva germana Gretl, que s'havia casat però divorciat quasi immediatament, i que estava internada per un avortament.
L'any 1914 fou reclutat per lluitar com a metge oficial en la Primera Guerra Mundial a Ucraïna. Per manca de medicines, Trakl presenciava les morts dels seus pacients en la guerra, cosa que augmentà la seva depressió. Fou llavors quan va intentar matar-se per primer cop sense èxit. Amb aquest fet, decididament i sense esperar gaire, van internar Georg Trakl al manicomi de Cracòvia (Polònia) i li van fer una anàlisi psíquica. Sofria esquizofrènia, depressió, alcoholisme i una profunda dependència de les drogues, especialment psicotròpiques. A la presó del manicomi, Trakl va escriure el seu últim poema, "Grodeck" (referint-se al lloc on va estar a Ucraïna), i el seu testament, a més de la "Lamentació II", i dient que deixava una fortuna a sa germana Gretl. Ludwig Wittgenstein, filòsof i lògic, futur admirador de Trakl i a qui coneixia bé, li administrà molts diners al poeta. En aquelles circumstàncies i sense poder fer gaire per evitar-ho, després d'haver escrit el testament, Georg Trakl es va suïcidar a causa d'una sobredosi de cocaïna. Va morir a Cracòvia, Polònia, el 3 de novembre del 1914.
Gretl, la germana de Georg Trakl, es va suïcidar l'any 1917.

## Poesia

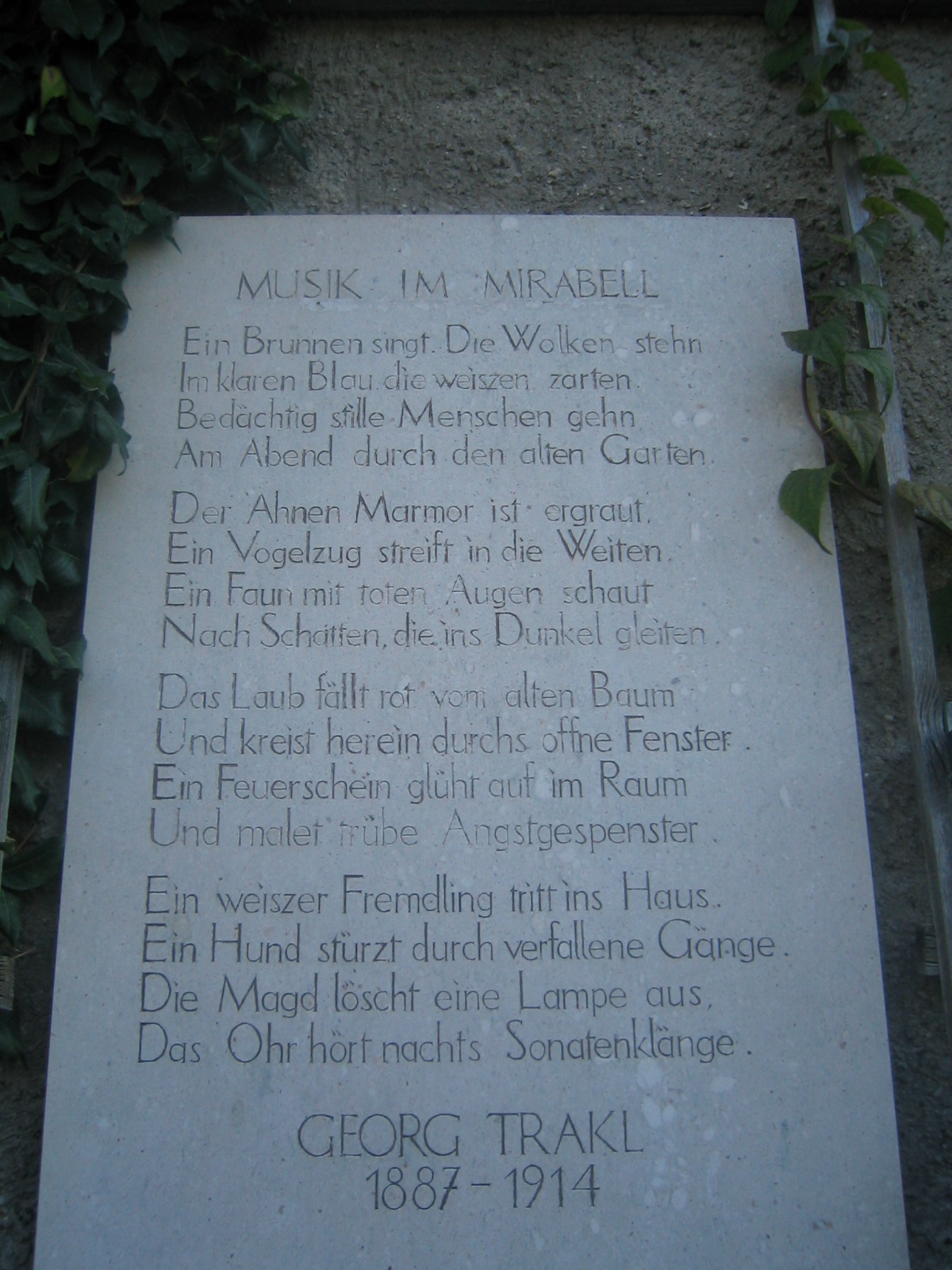
Un poema de Trakl inscrit en una placa en Mirabell Garden, Salzburg

La recepció i la crítica de la poesia de Trakl arriba a la conclusió que es tracta, en efecte, d'una poesia marcada per Hölderlin i les seves lectures. Trakl mesclava la tradició poètica alemanya amb les avantguardes i l'expressionisme, del qual ell és un dels màxims exponents en poesia. Rilke va quedar influenciat per Trakl, entre altres autors. La poesia de Trakl, repleta d'al·legories hermètiques, de paisatges subjectius (com la tardor) i a manera de metàfores amb elements foscos, obscurs i tètrics, ens expressa el destí fatal de l'ésser humà. Segons Georg Trakl, l'ésser humà està condemnat a la putrefacció: "Tots els camins porten a la putrefacció". Aquest punt té bastant a veure amb el nihilisme i les seves fecundes lectures de Nietzsche, sobretot en el punt on el filòsof alemany ens pregona amb la figura de Zaratrusta la mort de Déu i la solitud dels humans davant aquest fet insospitat. Georg Trakl va arribar a dir que "el rebuig de la felicitat porta a la consciència". La seva poesia, per tant, és bastant singular i complexa, a vegades impersonal per l'excés de paisatge i la mancança de les identitats o els personatges. Normalment en la poesia de Trakl abunden els personatges indeterminats com el vagabund, el bohemi, l'orfe, el nocturn, etc. Els seus temes principals són la mort, la tristor, la putrefacció, el dolor, la llàstima, el dol, l'incest, la bellesa, les drogues, els cementiris i la tardor. També hi ha referències d'identitats històriques en la poesia de Trakl, però són identificades; la més famosa és la de Kaspar Hauser. El pessimisme de Trakl va tenir una implicació important en la història de la poesia occidental. A més, li agradaven els aspectes cromàtics: en la poesia de Georg Trakl, el negre i el blanc simbolitzaven la mort, mentre que el blau, la puresa.

## Personalitat
D'altra banda, molta gent que va arribar a conèixer la personalitat de Trakl deia que li costava molt arreglar-se-les amb el món exterior, i que, malgrat això, era una bona persona a qui li agradaven molt els nens. Sempre va ser una persona oblidadissa, però quan consumia massa alcohol era una persona rebel, encara que conservava certa fermesa. No era introvertit, ni tan sols discret, simplement era obert amb aquells en qui confiava, gent simple, de camp, etc. No obstant això, a vegades, el poeta era absorbit per un bucle de tristor impúdic i brutal.

## Obra
- Poemes - 1913
- Sebastià en somnis - 1915 (obra pòstuma)
- Revelació i decadència - 1947

## Traduccions al català
- Obra poètica. Traducció de Feliu Formosa. Adesiara editorial, Martorell, 2012.